# تل سياه (اسماعيلي كرمان)
تل سیاه (بالفارسية: تل سیاه) هي منطقة سكنية تقع في إيران في منطقة إسماعيلي. يقدر عدد سكانها بـ 0 نسمة بحسب إحصاء 2016.